# À qui profite le doute ?
Pour plus de détails, voir Fiche technique et Distribution.
À qui profite le doute ? est un téléfilm franco-belge réalisé par Stéphanie Tchou-Cotta d'après un scénario de Martin et Céline Guyot, et diffusé pour la première fois en Belgique le 30 mai 2024 sur La Une et en France le 17 juin 2025 sur France 3.
Cette fiction est une coproduction d'Albertine Productions, France Télévisions, Be-FILMS et la RTBF (télévision belge).

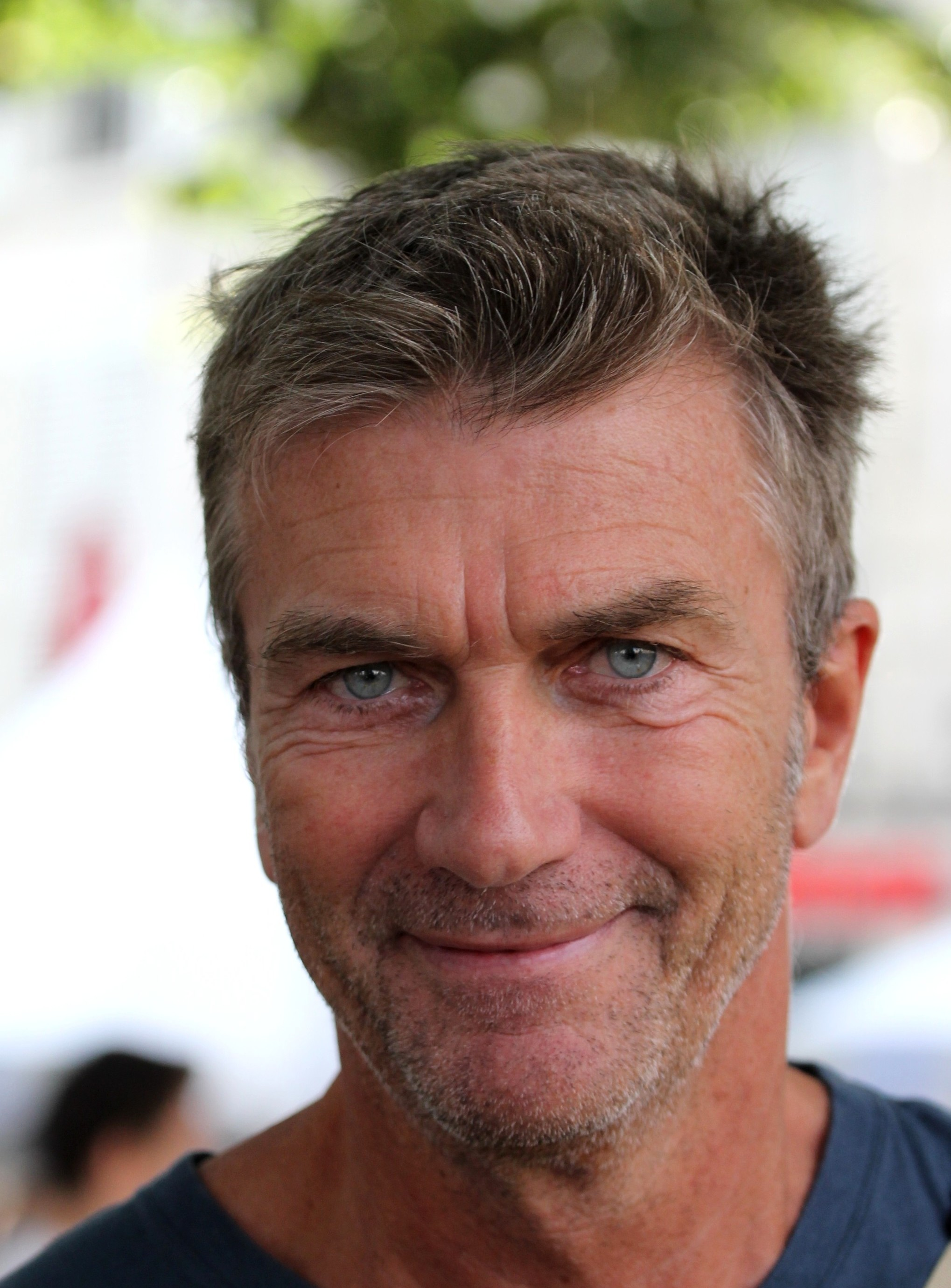
Philippe Caroit.

## Synopsis
Véra Varlet, riche armatrice de Marseille, fait appel à son amour de jeunesse, l'ancien commissaire Giovanni Costello parti vivre en Crète, pour sauver sa fille Sybille, accusée du meurtre du jeune dealer Kevin Lantier.
Giovanni Costello accepte de revenir à Marseille pour mener une contre-enquête mais il ne tarde pas à découvrir que la jeune Sybille semble avoir commis un autre meurtre, pour lequel Kevin Lantier aurait accepté de porter le chapeau et d'aller en prison à sa place contre la somme d'un million d'euros.

## Fiche technique
Sauf indication contraire, les informations mentionnées dans cette section peuvent être confirmées par la base de données cinématographiques Allociné,  présente dans la section « Liens externes ».
- Titre français : À qui profite le doute ?
- Réalisation : Stéphanie Tchou-Cotta[1],[2],[3],[4]
- Scénario : Martin et Céline Guyot[1],[2]
- Musique : Ronan Maillard
- Décors : Émérantine Vignon
- Costumes : Anne ostby et Taous Meghni
- Photographie : Serge Dell Amico
- Son : Patrice Dodin
- Montage : François Tourtet
- Production : Matthieu Tarot et Arnaud Jalbert[2]
- Sociétés de production : Albertine Productions, France Télévisions, Be-FILMS et la RTBF[1],[2],[5],[4]
- Pays de production :  France /  Belgique
- Langue originale : français
- Format : couleur
- Genre : Policier[2]
- Durée : 90 minutes
- Dates de première diffusion :
  - Belgique : 30 mai 2024 sur La Une[6],[7]
  - France : 17 juin 2025 sur France 3[8],[9],[10]

## Distribution
- Philippe Caroit : ancien commissaire Giovanni Costello
- Isabel Otero : Véra Varlet, armatrice
- Laurent Bateau : Christian Barrile, l'avocat de Véra
- Nadia Fossier : commissaire Corinne Mathis, ancienne collègue et amante de Giovanni Costello[6]
- Alice Cornillac : Sybille Varlet, la fille de Véra
- Clémentine Justine : Leïla, tatoueuse
- Haycem Belal : Kevin Lantier, dealer
- Leslie Granger : Juliette, amie de Sybille
- Jules Fabre : Rodolphe

## Production

### Genèse et développement
Cette fiction est une coproduction d'Albertine Productions, France Télévisions, Be-FILMS et la RTBF (télévision belge), réalisée avec la participation de la Radio télévision suisse (RTS) et de TV5 Monde,,,.
Le scénario est de la main de Martin et Céline Guyot, et la réalisation est assurée par Stéphanie Tchou-Cotta,,.
La production est assurée par Albertine Productions,.

### Attribution des rôles
Le téléfilm offre son premier grand rôle à Alice Cornillac, la fille de Clovis Cornillac et de Caroline Proust.

### Tournage
Le tournage se déroule du 15 janvier au 9 février 2024 à Marseille et dans ses environs,,.
Des scènes extérieures ont été tournées au port de La Ciotat et à Marseille tandis que des scènes d’intérieur ont été réalisées dans les studios de Saint-Menet, dans une ancienne chocolaterie marseillaise construite entre 1948 et 1952, labellisé patrimoine du XXe siècle et reconvertie en lieu de tournage,.
L'actrice Isabel Otero a gardé un très bon souvenir de ce tournage : « J'ai découvert une ville que je ne connaissais pas bien, qui est à la fois bruyante, vivante et tournée vers la Méditerranée. Je la compare un peu à la Tour de Babel. En termes d'énergie, c'est une ville qui me correspond. ».

## Accueil

### Diffusions et audience
En Belgique, le téléfilm, diffusé le 30 mai 2024 sur La Une, est regardé par 268 053 téléspectateurs et se classe premier en termes d'audience.
En France, diffusé un an plus tard le 17 juin 2025 sur France 3, il est regardé par 4 110 000 téléspectateurs et se classe largement en tête des audiences.